# Zilverazide
Zilverazide is een anorganische verbinding met als brutoformule AgN3. De witte, vaste stof is een explosief en staat ook bekend onder de naam knalzilver.

## Bereiding
Zilverazide kan gemaakt worden door aan een oplossing van zilvernitraat in water een oplossing van natriumazide toe te voegen. Het zilverazide slaat als een witte stof neer:
{\displaystyle {\ce {AgNO3 + NaN3 -> AgN3 + NaNO3}}}

## Structuur en eigenschappen
Röntgendiffractie laat zien dat zilverazide een coördinatiepolymeer is, waarin Ag+ gecoördineerd is door vier, in één vlak liggende azide-ionen. Elk uiteinde van een azide-ion coördineert met twee Ag+-ionen. De structuur van de vaste stof bestaat uit een stapeling van op deze wijze opgebouwde lagen van AgN3. De lagen zijn aan elkaar gekoppeld via zwakkere Ag-N-bindingen.
|                                               |                           |                           |
| Stapeling van de AgN3-lagen in kristalrooster | Coördinatiesfeer rond Ag+ | Coördinatiesfeer rond N3− |

De bekendste reactie van zilverazide is de ontleding van de vaste stof, waarbij stikstofgas vrijkomt:
{\displaystyle {\ce {2 AgN3 -> 3 N2 + 2 Ag}}}
Zilverazide was, net als lood(II)azide, een vervangmiddel voor het in oorlogstijd moeilijk vindbare kwikfulminaat (wegens het daarvoor noodzakelijke kwik).

## Toxicologie en veiligheid
Zilverazide kan, zoals ook de aziden van andere zware metalen, op gevaarlijke wijze exploderen. Het moet verwijderd blijven van hitte- of ontstekingsbronnen.